# Steve O'Rourke
Pour les articles homonymes, voir O'Rourke.
Steve O'Rourke, né le 1er octobre 1940 à Willesden et mort le 30 octobre 2003 à Miami, fut le manager du groupe Pink Floyd de 1968 jusqu'à sa mort en 2003.
L'album solo de David Gilmour, On an Island, lui est dédié.
Steve O'Rourke est aussi un passionné de sport automobile.
Il a ainsi effectué une carrière en sport automobile, marquée notamment par sa participation aux 24 Heures du Mans en 1979 où il se classa 12e. Dans les années 1990, il participa au Championnat BPR, un championnat d'endurance automobile, puis au championnat FIA GT.